# Адам Дедмарш
Адам Річард Дедмарш (англ. Adam Richard Deadmarsh; 10 травня 1975, Трейл, Канада) — американський хокеїст, правий нападник.  
Виступав за «Портленд Вінтергокс» (ЗХЛ), «Квебек Нордікс», «Колорадо Аваланч», «Лос-Анджелес Кінгс».
В чемпіонатах НХЛ — 567 матчів (184+189), у турнірах Кубка Стенлі — 105 матчів (26+40). 
У складі національної збірної США учасник зимових Олімпійських ігор 1998 і 2002 (10 матчів, 5+6); учасник Кубка світу 1996 (7 матчів, 2+2). 
Досягнення
- Володар Кубка Стенлі (1996)
- Срібний призер зимових Олімпійських ігор (2002)
- Володар Кубка світу (1996)